# Minouche Shafik

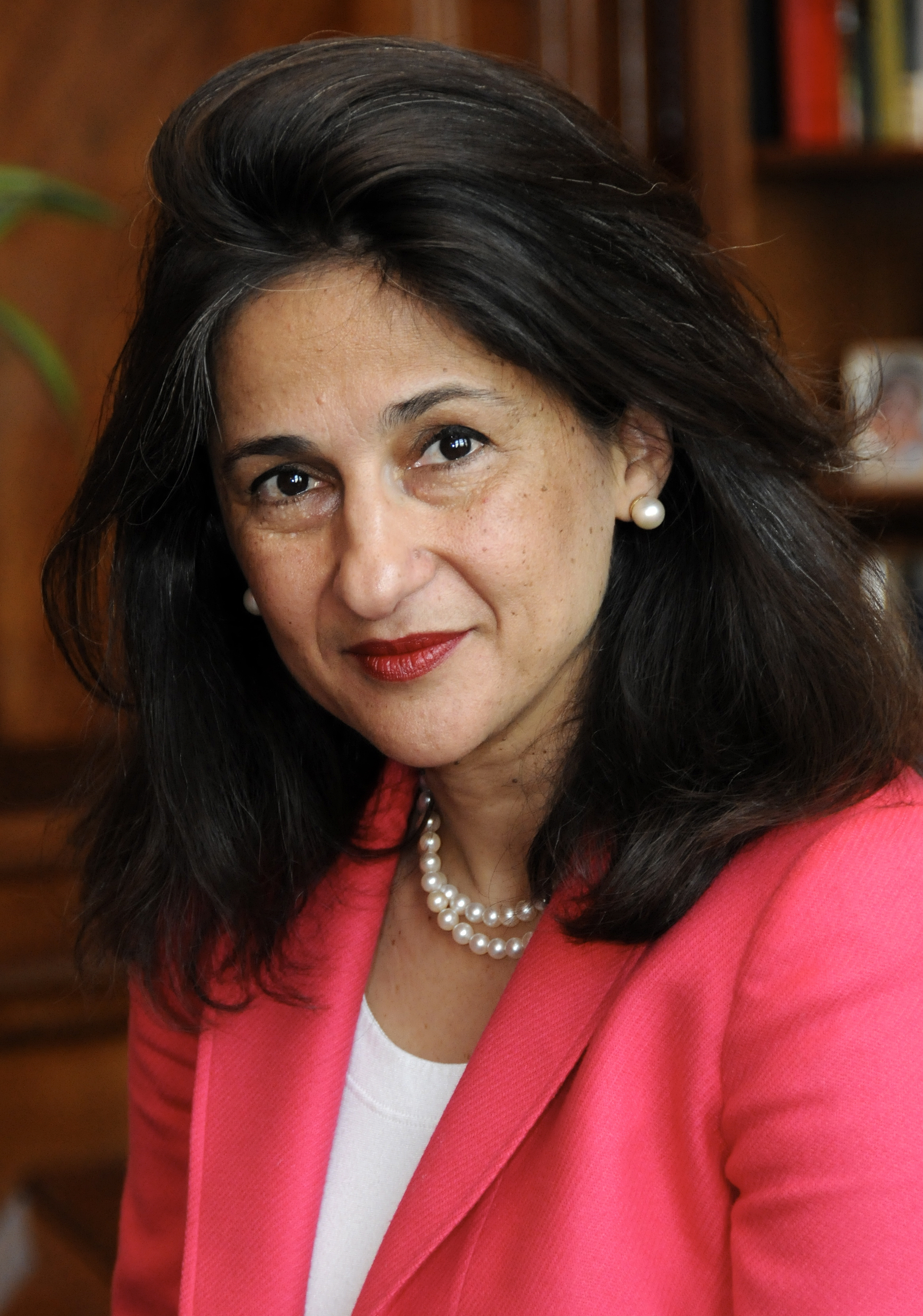
Minouche Shafik, März 2009

Nemat Talaat Shafik, Baroness Shafik DBE, arabisch نعمت شفيق, DMG Niʿmat Šafīq (* 13. August 1962 in Alexandria, Ägypten) bekannt als Minouche Shafik, ist eine britisch-US-amerikanische Wirtschaftswissenschaftlerin. Sie war vom 1. August 2014 bis zum 28. Februar 2017 Deputy Governor for Markets and Banking der Bank of England. Von September 2017 bis Juli 2023 war sie die 16. Direktorin der London School of Economics. Seit Juli 2023 war sie die 20. Präsidentin der Columbia University, trat jedoch im August 2024 zurück.

## Leben
Shafik studierte an der University of Massachusetts Amherst und der London School of Economics Ökonomie und Politik, bevor sie ihren Doktor am St Antony’s College in Oxford machte.
Nach Oxford trat Shafik der Weltbank bei und bekleidete dort verschiedene Funktionen mit Schwerpunkt Infrastruktur. Danach ging sie zum britischen Entwicklungshilfeministerium, dem Department for International Development (DFID). Dort war sie Ständige Sekretärin des DFID für Länderprogramme, wobei sie für alle Überseebüros des DFID und deren Finanzierung in Afrika, dem Nahen Osten, Asien, Lateinamerika und Osteuropa verantwortlich war. Zu ihren Zuständigkeiten gehörte ein Hilfsprogramm in über 100 Ländern, die multilaterale Politik und Finanzierung für die Vereinten Nationen, die Europäische Union und die internationalen Finanzinstitutionen sowie die allgemeine Entwicklungspolitik und die Forschung.

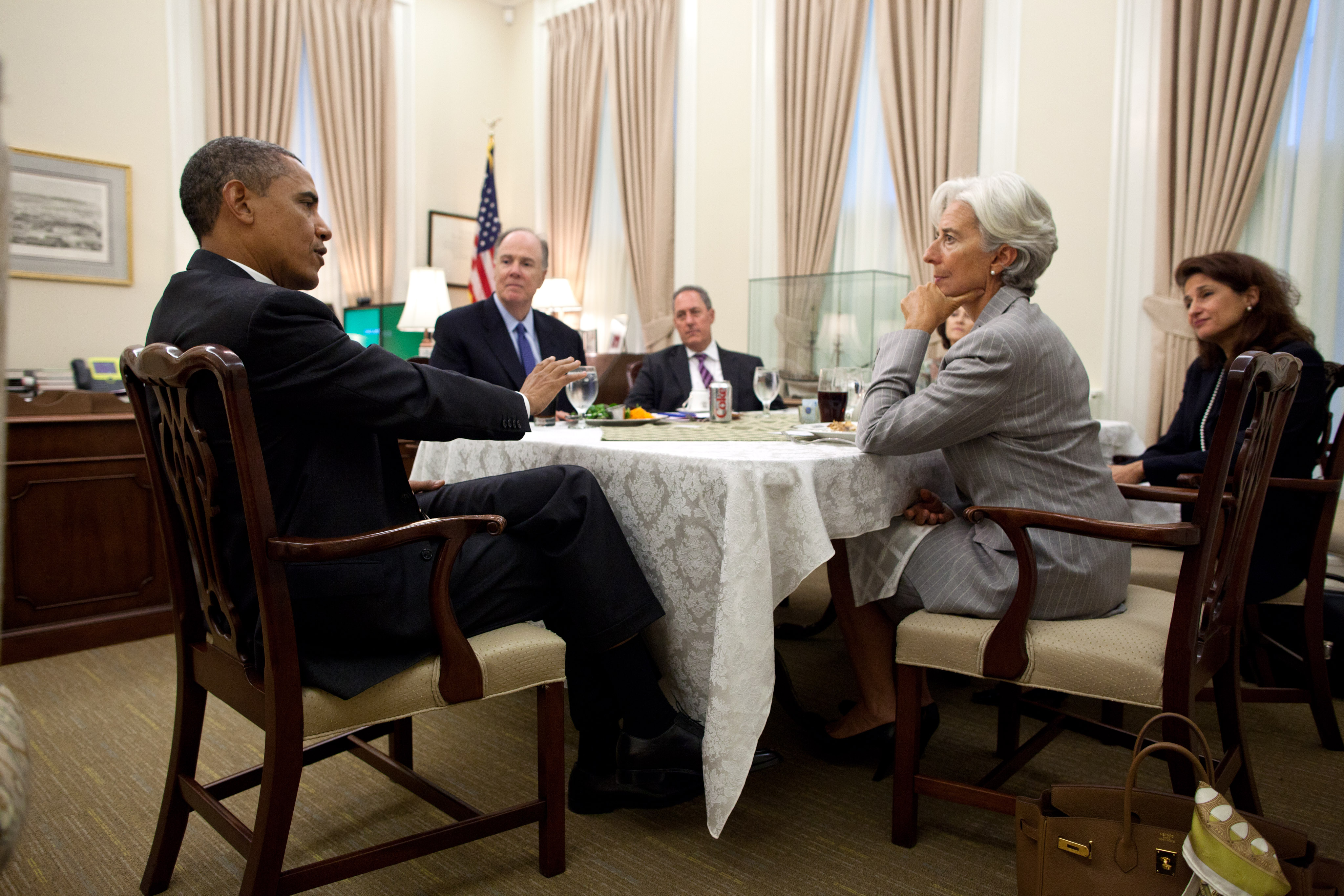
Shafik (ganz rechts) mit Barack Obama und Christine Lagarde, Weißes Haus 2011

Vom April 2011 bis zum März 2014 war Shafik Stellvertretende Geschäftsführende Direktorin des Internationalen Währungsfonds. In dieser Funktion war sie für die Arbeit des IWF in Europa und im Nahen Osten, ein Verwaltungsbudget von 1 Milliarde US-Dollar, für 3.000 Mitarbeiter sowie die Ausbildung und technische Unterstützung des IWF für politische Entscheidungsträger auf der ganzen Welt verantwortlich.
Im August 2014 trat Shafik der Bank of England in der zu der Zeit neu geschaffenen Rolle einer vierten Deputy Governor mit dem Aufgabenbereich Markets and Banking bei. In ihren Verantwortungsbereich lag die 500 Milliarden Pfund starke Bilanz der Bank, sie war Mitglied des Central Bank Committees, das den Leitzins festlegt, des Monetary Policy Committees, des Financial Policy Committees und des Boards der Prudential Regulatory Authority. Sie leitete den Fair and Effective Markets review der Bank, der sich mit Fehlverhalten des Finanzsektors beschäftigte.
Am 12. September 2016 wurde bekannt gegeben, dass Shafik als Nachfolger des Soziologen Craig Calhoun zum nächsten Direktor der London School of Economics ernannt wurde. Sie trat das Amt am 1. September 2017 an.
Seit Juli 2023 war sie die 20. Präsidentin der Columbia University, New York, NY, USA. Am 14. August 2024 trat sie mit sofortiger Wirkung von ihrem Amt zurück.
Sie hatte eine Reihe von leitenden Positionen in internationalen Organisationen inne. Darüber hinaus hielt sie zahlreiche Vorträge, lehrte und veröffentlichte zu den Themen Globalisierung, Schwellenmärkten und private Investitionen, internationale Entwicklung, die Zukunft des Nahen Ostens und Afrikas sowie die Umwelt.
Shafik hatte akademische Positionen an der Wharton Business School der University of Pennsylvania und an der Wirtschaftsfakultät der Georgetown University inne. Sie ist Autorin, Herausgeberin und Koautorin einer Reihe von Büchern, u. a. Prospects for the Middle East and North African Economies: from Boom to Bust and Back? und Challenges Facing Middle Eastern and North African Countries: Alternative Futures, and Reviving Private Investment in Developing Countries. Sie hat in einer Reihe von ökonomischen Fachzeitschriften wissenschaftlich veröffentlicht, u. a. in den Oxford Economic Papers, dem Colombia Journal of World Business, The Middle East Journal, dem Journal of African Finance and Economic Development, in World Development und im Journal of Development Economics. Sie beteiligt sich am Entwicklungs-Blog Ideas4development.org.
Am 30. September 2020 wurde Shafik als Baroness Shafik, of Camden in the London Borough of Camden and of Alexandria in the Arab Republic of Egypt, zur Life Peeress erhoben und ist dadurch seither Mitglied des britischen House of Lords.
Shafik hat mit ihrem zweiten Ehemann, Raffael Jovine, Zwillinge. Sie spricht Englisch, Arabisch und Französisch und hat sowohl die US-amerikanische wie die britische Staatsbürgerschaft.

## Gremien
Im Rahmen ihrer Worldbank-Tätigkeiten war Shafik Mitglied diverser internationaler Konsultationsgruppen und Programmbeiräten, darunter unter anderem die Beratungsgruppe zur Unterstützung der Armen, das Programm zur Unterstützung des Managements im Energiesektor, das Globale Wasser- und Sanitärprogramm, Cities Alliance, InfoDev, die Public-Private Infrastructure Advisory Facility und das Global Corporate Governance Forum. Sie war zudem an der Gründung des Africa Infrastructure Consortiums beteiligt und in der Middle East Advisory Group to the International Monetary Fund. Seit dieser Zeit ist sie Research Fellow des Economic Research Forum für die Arabischen Länder, Iran und Türkei.
In ihrer Zeit im DFID war Shafik im Vorstand und als Mentorin der Minority Ethnic Talent Association aktiv, die unterrepräsentierte Gruppen dabei unterstützt, in leitende Positionen im öffentlichen Dienst aufzusteigen.
Shafik hat Ämter als Trustee of the British Museum, in der von der Bloomberg Philanthropies eingerichteten Task Force on Fiscal Policy for Health zur Untersuchung von durch falsche Fiskalpolitik verursachte Gesundheitseinschränkungen, im Beirat des New Economy Forum und als Director der Per Jacobsson Foundation. Von 2017 bis 2023 war sie Mitglied im Aufsichtsrat von Siemens.

## Auszeichnungen
Shafik wurde als Dame Commander of the Order of the British Empire (DBE) am 1. Juni 2015 im Rahmen der jährlichen Birthday Honours geehrt.
Ebenfalls im Jahr 2015 wurde sie in der Forbes-Liste der einflussreichsten Frauen an Platz #59 geführt. Sie erhielt den 100 Women in Finance European Industry Leaders Award für 2018.
2021 wurde Shafik als Ehrenmitglied in die British Academy aufgenommen. 2022 erhielt sie von der Universität Utrecht den Ehrendoktortitel.